# احمد اسعد افندی
احمد اَسْعَدْاَفَنْدی، از شیخ الاسلام‌های عثمانی در زمان سلیم سوم بود. وی چند مرتبه از مقام شیخ٬الاسلامی عزل و مجدد به آن منصوب گردید. از اقدامات ویژه وی در دوران شیخ‌السلامیت وی، صدور فتوایی بر مشروعیت اصلاحات سلطان سلیم و در نتیجه تبدیل نظام قدیم به نظام جدید در دولت عثمانی می‌توان اشاره کرد. همچنین وی از امضاء کنندگان سند اتخاد میان رجال و سلطان عثمانی بوده‌است.

## سرگذشت
احمد اسعد افندی به سال ۱۱۵۳ قمری (۱۸۱۴ میلادی) به دنیا آمد. پدرش محمد صالح از شیخ‌الاسلام‌های دوره سلطان مصطفی سوم بود لقب صالح زاده از نام پدرش به وی ارث رسید و برخی او را صالح‌زاده قاضی نامیدند. برخی منابع تاریخ تولد وی را ۱۱۰۰ قمری گزارش کرده‌اند که این تاریخ با توجه به تاریخ مرگ وی در سال ۱۲۳۰ قمری، بسیار بعید به نظر می‌رسد. وی تحصیلات اولیه خویش را در محل تولدش آغاز کرد و علوم و فنون متداول زمان خود را فراگرفت. در زمان پدرش در به شغل تدریس پرداخت و در مدرسه سلیمانیه شروع به تدریس نمود. وی پس از مدتی قاضی ازمیر شد و آنگاه به قضاوت در مکه منصوب شد. وی مدارج را پشت سر هم طی نمود تا آنجا که قضاوت در عسکر استانبول، قضاوت در آناتولی و قضاوت در روم ایلی را نیز تجربه کرد. وی در سال ۱۲۱۸ قمری به جای عمر خلوصی، به مقام شیخ‌الاسلامی در دولت عثمانی رسید. وی این مقام را به مدت پنج سال حفظ کرد و در نهایت پس از قتل سلطان سلیم در شورش ینی‌چری‌ها، از مقام شیخ‌السلامی عزل گردید. او مجدد توانست حضور در مقام شیخ‌السلامی را در سال ۱۲۱۸ قمری را تجربه نماید. اما اینبار نیز پس از مدتی در جریان شورشی دیگر بر ضد صدراعظم علمدار مصطفی پاشا، از مقام شیخ‌السلامی معزول گردید. وی پس از این عزل، به مغیسا رفت و سرانجام در سال ۱۲۳۰ قمری در استانبول از دنیا رفت. پس از مرگ، وی را در صحن مسجد سنان آغا در محله فاتح به خاک سپردند.
وی در نظام جدید (دوره اصلاحات سلیم سوم در دولت عثمانی) با صدور فتوایی مبنی بر مشروعیت اصلاحات سلطان سلیم، با مخالفان ینی‌چریها که با این اصلاحات مخالفت داشتند، روبرو شد و کینه آنان را برانگیخت. همین کینه‌ها سبب شد تا با اصرار ینی‌چری‌ها، وی از مقام شیخ‌الاسلامی دولت عثمانی معزول شود. احمد از امضا کنندگان سند اتحاد میان رجال و سلطان عثمانی بوده‌است. دو نمونه از فتاوای وی در دوران شیخ‌الاسلامی‌اش در سالنامه سی گزارش شده‌است.